# Cerțești
Cerțești è un comune della Romania di 2 443 abitanti, ubicato nel distretto di Galați, nella regione storica della Moldavia.
Il comune è formato dall'unione di 3 villaggi: Cârlomănești, Cerțești, Cotoroaia.